# كريستيان ساندز
كريستيان ساندز (بالإنجليزية: Christian Sands)‏ هو عازف بيانو أمريكي، ولد في 22 مايو 1989 في نيو هيفن في الولايات المتحدة.

## وصلات خارجية
- الموقع الرسمي
- كريستيان ساندز على موقع ميوزك برينز (الإنجليزية)
- كريستيان ساندز على موقع أول ميوزيك (الإنجليزية)
- كريستيان ساندز على موقع ديسكوغز (الإنجليزية)